# Al-Bayan (estação de rádio)
Al-Bayan (em árabe: البيان) é a estação de rádio oficial do Estado Islâmico, sediada no Iraque, de propriedade e operada pelo Estado Islâmico, que transmite na frequência 92,5 FM. A estação transmitiu um formato de notícias e entrevistas em árabe, curdo, inglês, francês e russo.
Originários de Mosul, os programas da Al-Bayan foram considerados "altamente profissionais e bem produzidos" e às vezes comparados à NPR e à BBC em termos de tom e qualidade. As reportagens de Al-Bayan sobre as operações militares do ISIS foram referenciadas pela Associated Press e pelo The Washington Post. A estação parou de transmitir depois que o ISIS perdeu a maioria de suas bases no Iraque e na Síria e depois que a estação de rádio foi destruída por um ataque aéreo.
As transmissões do Estado Islâmico foram retomadas mais tarde em Sirte, na Líbia, sob o nome de estação "Rádio Al-Tawheed". A Rádio Al-Tawheed (antiga transmissora da Libyan Jamahiriya Broadcasting Corporation) tem potência de saída de 10 quilowatts e é recebida na Europa por meio de propagação esporádica. A estação operou em 2015 e 2016 antes de ser invadida pelas Forças Armadas Líbias.